# Црква Светог Георгија у Гомиљанима
Црква Светог Георгија, позната и као Ђурђевица је храм Српске православне цркве који се налази на око два километра од Требиња у месту Гомиљани у Републици Српској. Припада епархији захумско-херцеговачкој, а 2005. године је проглашена националним спомеником Босне и Херцеговине.

## Опис културно-историјског споменика
Црква Св. Георгија у Гомиљанима била је једнобродна грађевина, са издуженом правоугаоном основом. Била је прекривена полуобличастим сводом, док се са источне стране налазила апсида полукружног облика. У средини западног зида цркве налазио се улаз, док су уски правоугаони прозори са лучним сводом били смештени на северном и јужном зиду. Дрвени иконостас са дверима налазио се код источног зида. Црква је зидана од камена и то спољни зидови од крупнијих комада ређаних водоравно, док је унутрашњост имала структуру од ломљеног камена, повезаног кречним малтером. Двоводни кровни покривач био је такође урађен од камених плоча на дрвеној конструкцији која се ослањала полуоблицу каменог свода. Живопис у самом храму припада периоду с краја XV, односно почетком XVI века и сматра се да га је осликао домаћи уметник упознат са српском и дубровачком техником, али и да се ради о врло добром колористи и цртачу. Због девастираности објекта, немогуће је утврдити да ли је црква у потпуности била украшена ликовним садржајем, јер се остаци фрескака распознају у фрагментима.

## Историјат
Црква датира с краја XV века, док се према натписима на зидинама у селу старост процењује на око 7000 година од постанка света, па се као година оснивања узима 1492. година од Исусовог рођења. Поред цркве, 1956. је пронађен камени епитаф са ћириличним натписом који се односи на Ивана Пржовића. Верује се да је у питању угледни требињски трговац који се помиње у изворима с почетка XVIII века. О некадашњој цркви сведоче остаци зидина, а претпоставља се да се објекат урушио током 60-их година XX века, јер технички снимак начињен 1960. године од стране Земаљског завода за заштиту споменика културе и природних реткости Народне Републике Босне и Херцеговине сведочи о грађевини у добром стању, док фотографије начињене десет година касније приказују евидентно оштећен објекат. Претпоставља се да су урушавању цркве допринели снажни земљотреси са епицентрима у Скопљу 1963. и Бањој Луци 1969. године.
Ђурђевица је 2003. проглашена националним спомеником Босне и Херцеговине. Почетком друге декаде XXI века, започета је рестаурација овог здања, а објекат је завршен и освештан 7. септембра 2014. године. Ктиторство новом храму пружио је Данило Пујо.